# Andreas Kossert

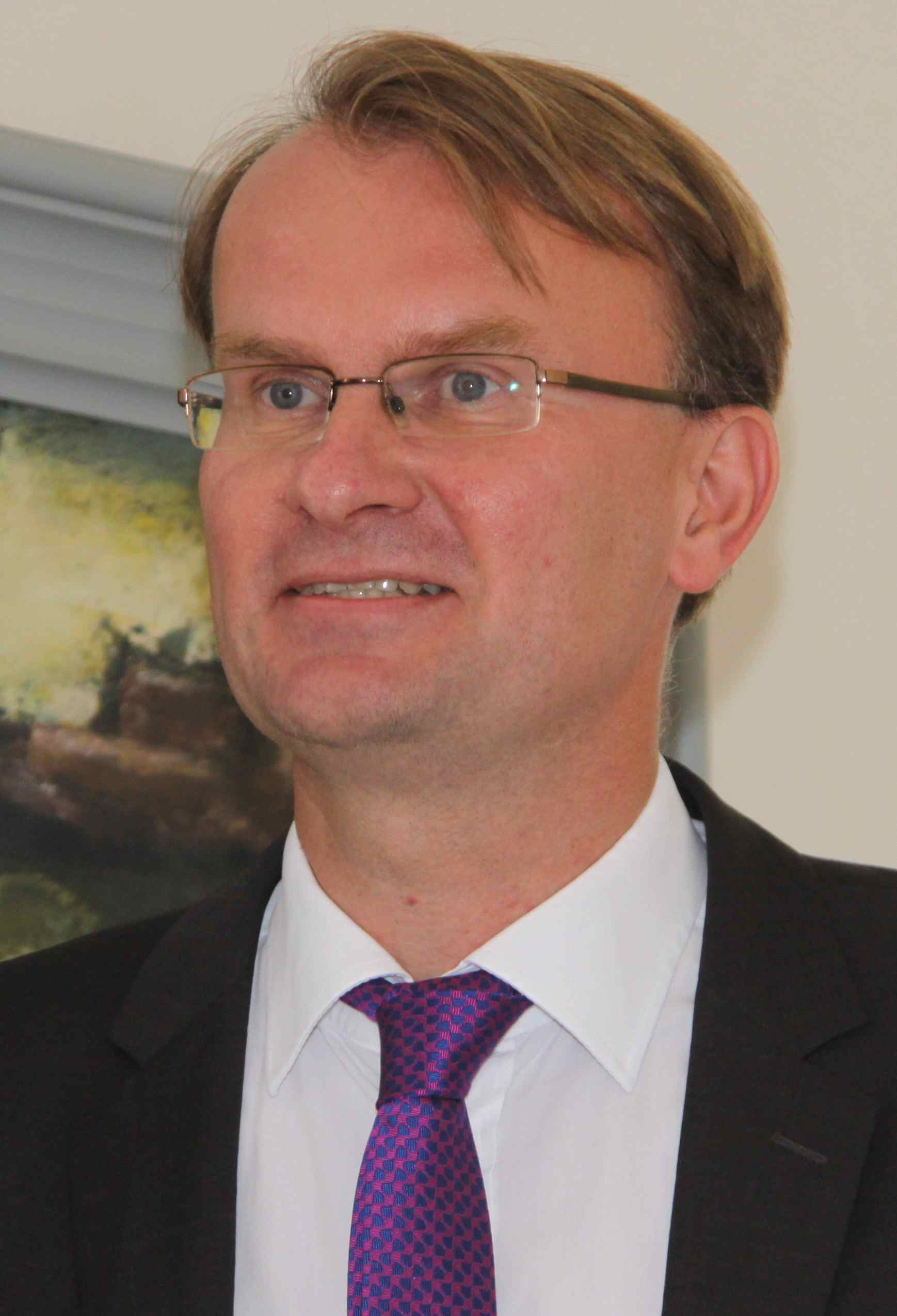
Andreas Kossert, 2014

Andreas Kossert (ur. 3 września 1970 w Hann. Münden) – niemiecki historyk.

## Kariera naukowa
Prowadzi badania nad historią Mazur, dawnych Prus Wschodnich, wypędzeń Niemców po II wojnie światowej, stosunków polsko-niemieckich oraz mniejszości etnicznych i religijnych w Europie Środkowo–Wschodniej.
Studiował historię, politologię i slawistykę we Fryburgu Bryzgowijskim, Edynburgu, Bonn i Berlinie. Doktoryzował się na temat świadomości narodowościowej Mazurów w latach 1870-1956. Od 2001 pracuje w Niemieckim Instytucie Historycznym w Warszawie, w latach 2005–2009 sprawował funkcję zastępcy dyrektora. 
Aktualnie pracuje nad projektem Ziemia obiecana. Religia i społeczeństwo przemysłowe. Manchester i Łódź w latach 1820-1914.

## Publikacje

### Monografie
- Preußen, Deutsche oder Polen? Die Masuren im Spannungsfeld des ethnischen Nationalismus 1870-1956 Wiesbaden 2001. ("Prusacy, Niemcy czy Polacy? Mazurzy w obliczu nacjonalizmu etnicznego 1870-1956").
- Mazury. Zapomniane południe Prus Wschodnich, Warszawa 2004 (wyd. niem. 2001).
- Mazurzy. Tradycja i codzienność, Olsztyn 2002. (red.)
- Prusy Wschodnie. Historia i mit, Warszawa 2009 (wyd. niem. 2005).
- Kalte Heimat. Die Geschichte der deutschen Vertriebenen nach 1945 (wyd. niem. Siedler Verlag, 2008)

### Wybrane artykuły
- Tradycje "stron ojczystych" w Republice Federalnej. Fenomen Prus Wschodnich, Poznań 2000.
- Żydzi wschodniopruscy, Olsztyn 1999.
- Między dwiema tradycjami. Trudna historia Kościoła ewangelickiego na Mazurach po roku 1945, Olsztyn 1999.